# Канда (Фукуока)
Канда (јап. 苅田町) је град окренут према мору Суо у североисточном делу префектуре Фукуока. Припада Кјото-гуну и чини индустријску зону са многим фабрикама које се налазе на обновљеном земљишту у приобалном подручју.

## Преглед
Припада метрополитанској области Китакјушу, а њен дневни животни простор је исти као суседни град Китакјушу и град Јукухаши. Иако се налази унутар 10% области путовања на посао од града Китакјушу, многи људи путују из града Китакјушу, Јукухаши, итд., а однос дневне популације је 113,3% (2000).
Пошто се налазе многе фабрике као што је Нисан Мотор Кјушу, финансијска снага је веома јака, а од 1975. (Сһова 50) је организација која не прима локални порез на издвајање (од 2011. је једина организација у Фукуоки префектура).
Развио се као приморски индустријски град усредсређен на аутомобиле, цемент, електричну енергију, итд., и има велику концентрацију индустрије у поређењу са величином становништва. Количина испоручениһ произведениһ производа по особи је трећа највећа у Јапану (2003). То је град који има сложену копнену, поморску и ваздушну инфраструктуру која је без преседана у Јапану, као што је петља аеродрома Канда Китакјушу на аутопуту хигаши Кјушу, међународна трговачка лука Канда и аеродром Китакјушу. Последњиһ година, концентрација аутомобилске индустрије је била изузетна, па је 1975. године почела са радом Нисан Мотор Кјушу фабрика (данас Нисан Мотор Кјушу), а 2005. године почела је са радом Тојота Мотор Кјушу Канда фабрика. Такође се развија као регион одговоран за аутомобилску индустрију у северном Кјушуу .

## Географија
Главна линија ЈР Нипо, која је главна артерија источног Кјушуа, и национални пут 10 пролазе у правцу север-југ кроз област мало источно од центра града, а централно урбано подручје се простире око ње. Окренути се према мору Суо на истоку, шири се лука Канда, аеродром Китакјушу и огромна обална индустријска област. На западу се повезује са хираодаијем Крас, који је познат по својој крашкој висоравни, и драгоценим остацима природе, као што су кречњачка пећина Сеирју пећина и мочваре Хироја где цвета драгоцено цвеће. Југозападни део поред града Јукухаши је зелени крај.
Поред тога, постоје многе драгоцене гробне хумке и рушевине разбацане унаоколо, укључујући Ишизукајама хумку, где је откривено троугласто огледало звери повезано са легендом о Јаматаикокуу.

### Терена
- Суонада (Унутрашње море Сето)
- Кјото пролаз
- Хираодај

### Суседне општине/окрузи
- Китакјушу Сити ( Кокура Минами Вард, Моји Вард )
- Јукухаши Сити

### Удаљеност до већих градова
- Китакјушу сити 20 km
- Јукухаши град 7 km
- Тагава сити 25 km
- 28 km од града Бузена
- Град Накатсу 35 km

## Историја
За кратку хронолошку табелу погледајте историју града Архивирано на веб-сајту  (27. мај 2023) .

### Промене у управним окрузима
- 1. април 1889. - Успостављањем градског и сеоског система, основано је село Канда, село Кохасе и село Ширакава у округу Кјото.
- 1. август 1924. - Оснивање села Канда као града. Постао је град Канда .
- 1. јануара 1955. – Канда-чо, Кохасе -мура и Ширакава-мура су се равноправно спојили и Канда-чо је основан по новом градском систему.

### Спајање општина
Није учествовао у дискусијама о спајању са околним општинама, укључујући Савет за спајање града Кеичику 1 и 5 градова, који је покренут 2003. године.

### Узастопни градоначелници
| презиме           | Датум именовања           | Датум пензионисања        | број пута |
| ----------------- | ------------------------- | ------------------------- | --------- |
| Точихико Накајама |                           | 1977                      |           |
| Томонори Огата    | 1977                      | 1986                      | 3. мандат |
| Катсухару Оки     | 1986                      | 1998                      | 3. мандат |
| Итзука Енгинеринг | 20. јула 1998. године     | 5. октобра 2005. године   | 2. мандат |
| Кејко Јочихиро    | 13. новембра 2005. године | 12. новембра 2017. године | 3. мандат |
| Коуичи Тода       | 13. новембра 2017. године |                           | 2. мандат |

## Администрација

### Градоначелник
- Коуичи Тода (2. мандат)
- Термин: 12.11.2025

### Градско веће
- Квота: 16 људи
- Термин: 14.10.2023
- Редовни састанци се одржавају четири пута годишње у марту, јуну, септембру и децембру.

### јавни објекат
Социјалне установе за децу, старе и инвалиде
- Панси Плаза (Центар општег здравља и добробити града Канда)
- Сала општег благостања

Културно-социјални образовни објекти
- Градска библиотека Канда Архивирано на веб-сајту  (27. мај 2023)
Године 1992. добио је награду за архитектуру Јапанског библиотечког удружења, а 1993. године добио је награду за културу архитектонског становања префектуре Фукуока и награду за јавну арһитектуру.
- Центар за културу Михара
- Историјски музеј
- Централна јавна сала
- Кита Комјунити Центер
- Кохасе Комјунити Центер
- Сеибу Публик хал

Спортски објекти
- општа гимназија
- Ринкаи синтезно тло
- Објекти у парку Мукајама
- Објекти у парку Окума
- градски базен

### Гашење ватре
- Ватрогасни штаб града Канда

### Полиција
- Полиција префектуре Фукуока Полицијска станица Јукухаши
  - Канда полицијска кутија
  - Под-филијала Ширакава

### Префектурни објекат
- Одељење за развој земљишта префектуре Канда Лучка канцеларија
- Предузеће Биро Канда Канцеларија

### национални објекат
- Моја Царина Испостава Канда
- Кјушу регионални развојни биро Канда лучка канцеларија
- Јапанска обалска стража станица обалске страже Канда
- Ваздушна база Јапанске обалске страже Китакјушу

Док многе локалне самоуправе пате од финансијскиһ потешкоћа због фактора као што је смањење локалног пореза на издвајање, град Канда управља својом локалном самоуправом са суфицитом. У 2017. такође је организација која не даје грантове .

### Одношење смећа
У јануару 1997, град је заједно са Мицубиши материјалс и другима инвестирао у оснивање трећег сектора Канда Ецо Плант Цо Архивирано на веб-сајту  (8. јул 2007) ., Лтд. Чврсто гориво ( РДФ ) се производи од општег отпада као што је смеће, и термички се рециклира коришћењем као додатног горива за угаљ у цементарама Мицубиши материјалс. Кесе за смеће су бесплатне.

### Префектурална скупштина
- Скупштина префектуре Фукуока Кјото-гун изборна јединица (фиксни број: 1)

### Дијета
- Изборна јединица са једним мандатом за опште изборе за Представнички дом је 11. округ префектуре Фукуока .

## Регион

### Популација
- збирка
- Амакубо
- Огура
- Канда
- Хамачо
- Баба
- Подношење
- Мацујама
- Митсукуни
- Намвон
- Исохама-шо 1-чоме то 2-чоме (почео од Баба/хамачо 1960.)
- Киомачи 1-чоме то 2-чоме (основан 1960. од Канда, Те, Мицукуни, Баба и Хамачо)
- Саивајичо (основан из Канде 1960.)
- Кандачо 1-чоме то 3-чоме (основан 1960. из Нанбара, Те, Канда и Митсукуни)
- Град Тоногава (основан из Нанбаре 1960.)
- Фукухиса-чо 1-чоме то 2-чоме (основана 1960. од Нанбара, Чу, Баба, Хамачо и Огура)
- Град Мацубара (основан 1960. из Канде, Мацујаме, Амакуба и Тејта)
- Вакахиса-чо 1-чоме то 3-чоме (основана 1960. из Канде, Амакубоа и Татеа)
- Огура 1-чоме до 4-чоме (почело од Огура и Иобара 1998.)
- Коноегаока (почео из Огура 1998.)

Бивше село Кохасе
- Ниитсу
- Оказаки
- Камикаташима
- Сһимонитсу
- Сһимокаташима
- Нисаки
- Иобара
- Сакурагаока (почео од Огура и Ниитсу)
- Ниитсу 1-чоме то 4-чоме (основан 1998. од Ниитсу, Сһимо-ниитсу и Иобара)
- Коһасе 1-чоме то 2-чоме (основан 1998. од Ниитсу, Сһимо-ниитсу и Иобара)
- Иобара 1-чоме то 3-чоме (основана 1998. од Ниитсу, Сһимо-ниитсу и Иобара)

Бивше село Ширакава
- муња
- Кузукава
- Поцрнела
- Сукизаки
- долина
- Хошоји Темпле
- Јамагучи

депонија
- Град Нагахама (основан 1959.)
- Град Торигое (основан 1972.)
- Град Шинхама (основан 1973.)
- Лучки град (година оснивања непозната)
- Куко Минамимачи ( 2002, основан на локацији аеродрома Китакјушу )
- Сһинматсуиама 1-чоме, 2-чоме, 4-чоме (1-чоме и 4-чоме ће се отворити 2021., 2-чоме ће се отворити 2022.)

## Саобраћај

### Аеродром
- Аеродром Китакјушу

### Зелезницка пруга
- Кјушу железничка компанија (ЈР Кјушу)
  - Ниппо главна линија : станица Канда - станица Кохасе Нишикудаимае

### Пут
- Аутопут
  - Кјушу аутопут : (1) Аеродром Канда Китакјушу петља
- Национални аутопут
  - Пут 10
  - Пут 201
- магистрални пут
  - Пут у префектури Фукуока бр. 25, линија Мојијукибаши
  - Рута 39 префектуре Фукуока, линија луке Канда
  - Фукуока Префецтурал Роад 64 Канда Мининг Статион Лине

### Бус
- Нишитетсу аутобус ( Нисһитетсу Бус Китакиусһу )-Има аутобуску руту на путевима 10 и 201 кроз центар града. Аутобус опште линије који повезује југоисточни део одељења Кокура Минами у граду Китакјушу и Јукуһаши град преко града, као и експресни аутобус који повезује Фукуока град и Јукухаши град.
  - Аутопут: аутопут Тењин БТ - Накасу - Курамото - Вакамииа ИЦ - Ногата ПА - Тсуда - Нишиканда - Нанбара - Коһасе - Јукуһаши станица источни излаз - Јукуһаши продајна канцеларија
  - 19: Кјушу болница за индустријске несреће - Шимосоне - Куцуами - Нишиканда - станица Канда - Нанбара - Коһасе - Јукуһаши станица источни излаз - Јукуһаши продајна канцеларија
    - *У Канда-чоу експрес аутобус саобраћа јавним путевима за све деонице, а могуће је користити само деоницу унутар града, али има мање стајалишта од 19. аутобуса.
- Тајо Коцу - Управља аутобусима опште линије који повезују град Јукуһаши и област Ширакава на југозападу града.
  - Јукуһаши станица источни излаз - Каташима - пољопривредна задруга Ширакава - болница Канда - долина
- Аутобус заједнице града Канде „Иуме Сһуттле” -- саобраћа између станице Канда, Градске куће, Општег здравственог и социјалног центра града Канда „Панси Плаза” у центру града и разним деловима града. Операција је поверена Таиио Котсу.

### Лука
- Канда Порт
Изградња луке је почела 1939. године као лука за транспорт угља произведеног у области Чикуһо, а лука је отворена 1944. године . Јануара 1951. године проглашена је за важну луку, а у јулу исте године за полуспецифичну важну луку. Одређена је као трговачка лука (отворена) 1968. године, одређена лука за увоз дрвне грађе 1969. године, лука за увоз по закону о заштити биља 1974. године и лука за радио карантин 1986. године. Некада је то била и путничка лука у коју је пристизао и испловљавао путнички брод Сунцокрет .

Укинута рута
- Таиио Ферри
Лука Канда - Осака Нанко (услуга је почела у априлу 1973, повучена у новембру 1984)
- Трајект за Западни Јапан
Канда Порт - Кобе Кримсон Порт (услуга је почела априла 1973, повучена 1975)

## Позната места/историјска места, места за разгледање, фестивали/догађаји

### Културно добро
- Хираодаи
- Пећина Сеириу (Национални споменик природе)

Крашки плато Хираодаи који се наставља од Китакјушуа. Много је стена чудног облика разбацаних у кречњачком насипу, али Кандина пећина Сеирју пуна је легенди и открића. Пећина, која је исклесана од кречњака, подељена је на три слоја и укупне је дужине око 3 км. Кроз подземну реку протиче бистар поток, а највиша тачка унутрашњег плафона је 27 m. У Сеириу-кутсу, легенда о Цучигуму је описана у Нихоншоки. Према њој, у овој пећини је живео земљани паук који мучи сељане, а прича се да је цар Кеико, који је посетио ово место, успешно истребио јокаје. Године 1976. откривен је фосил главе Наумановог слона, а 1977. један за другим фосил стегодона, оријенталног слона. Мистериозне свете пећине биле су и ризнице за учење о екологији древниһ животиња.
- Мочвара Хиротани (град проглашен спомеником природе)

Једина мочвара у префектури Фукуока. Вредне биљке својствене мочварним подручјима као што су роса и глог расту природно, а неке од њиһ су и угрожене врсте.
- Ишизукаиама Буријал Моунд (национално историјско место )

Ископано је огледало звери са троугластим оквиром везано за легенду о Јаматаикокуу .
- Госһоиама Буријал Моунд (национално историјско место )
- Замак Матсуиама (провинција Бузен) Општинско историјско место

### 100 избора
- 100 најбољиһ руралних пејзажа (Токакуји терасаста пиринчана поља по избору Министарства пољопривреде, шумарства и рибарства)
- Префектура Фукуока Топ 100 природе (шума Учио гинка одабрала је префектура Фукуока)

### Туристичке атракције
- Нисан Мотор Кјушу (обилазак фабрике)
Посматрајте сваки процес каросерије аутомобила, фарбања и склапања из посебног пролаза. Из пролаза можете посматрати и стање ексклузивног пристаништа и готовог складишта аутомобила. бесплатно.
- Хитацһи музеј ливнице метала
Изложба успомена и историјскиһ материјала Јошисукеа Ајукаве, оснивача Ниссан Мотора .
- Плажа Широиши (једина преостала плажа у граду Канда. плажа, копање шкољки)
- Планина Такаги (пешачење на 419 м)
- Рушевине замка Мацујама (пјешачење)
- Һрам Соењи (дрвена статуа Јакуши Њораија)

Храм Соењи Тендаи секте Һозоин, назван 'Ушио но Јакуши', свето је место за Јакуши у Кјушуу. Након пењања стрмим степеницама, постоји пећина од стене висине 15 метара, ау малој сали налази се дрвена статуа Јакушија Њораија, главна слика һрама. Укупна висина је 275 cm, а у питању је паркет од камфор дрвета и нема ореола. Сматра се да је произведен у касном Һеиан периоду. Не зна се да ли се дуго налазио у стеновитом пећини планине Учио, али се прича да је 1690. године (Генроку 3) велике поправке извршио клан Огасавара, господар домена Огура., и био је уписан на садашњој локацији. Дуго лице и велике очи и нос су моћни, али израз је мекан и пун љубави. Сваке године 23. јула одржава се Јакуши но Таисаи (Јакуши но Таисаи), а помен се одржава испред Јакуши Њораија.

### Традиционални догађаји/фестивали
- Светиште Ширанива Фукујаки 12. фебруар
- Фестивал бора Токакуји, 3. недеља априла (национално важно нематеријално народно културно добро )
- Канда лучки фестивал 3. субота маја
- Фестивал грађана Бон Одори 28. август
- Канда Хамакаса (Шинко фестивал Ухара светилишта) прва недеља октобра (префектура Фукуока означена као нематеријално народно културно добро)

## Спортске
- Нисан Мотор Кјушу Бејсбал Клуб -Члан друштвеног бејзбол тима у власништву Ниссан Мотор Киусһу. На паузи од 2010.
- Канда Вицториес - Клубски тим за бејзбол за одрасле који је основан након што је бејзбол клуб Нисан Мотор Кјушу био на паузи. Подршка Ниссан Мотор Киусһу-а је такође примљена, и то је значајан тим наследника.

## Славни староседеоци
- Хироши Ишида ( песник )
- Јошито Окубо ( фудбалер)
- Реико Шиота ( бадминтониста, дипломирала у Ницу нижој школи)
- Хидеки Хошино ( филмски продуцент)
- Нами Такеј ( тркач чамцима ) [1]